# Sphygmograph
Der Sphygmograph bzw. -graf (altgr. "Pulsschreiber") ist ein Gerät zur dauerhaften Aufzeichnung von Pulsfrequenzen als Kurven; mit ihm konnte der Blutdruck erstmals unblutig gemessen werden.

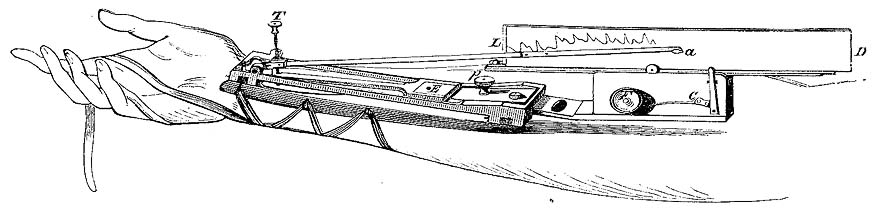
Sphygmograph von Marey

## Funktionsweise
Bei allen Sphygmographen setzt die abwechselnd sich ausdehnende und kontrahierende Arterie ein kleines Plättchen in Bewegung, welches wiederum auf einen langen Hebelarm wirkt. Dieser Hebelarm schreibt die Bewegung der Arterienwand in vergrößertem Maßstab auf einen Papierstreifen, welcher durch ein Uhrwerk in gleichmäßige Bewegung versetzt und vor der Spitze des Hebelarms vorbeigeführt wird. Auf dem Papier bilden sich die Pulsbewegungen in Gestalt einer je nach der Art des untersuchten Pulses mannigfach modifizierten Wellenlinie ab. Kennt man die Geschwindigkeit, mit welcher das Papier an der Hebelspitze vorübergeht, so kann man die Dauer einer Pulswelle berechnen; außerdem kann man an der Kurve das allmähliche An- und Absteigen der Pulswellen, ihre Aufeinanderfolge etc. genau verfolgen.

## Geschichte und Entwicklung
Das erste derartige Gerät wurde vermutlich von dem Physiologen Karl von Vierordt (1818–1884) 1854 entwickelt. Weiter verbreitet war der verbesserte Nachbau des französischen Naturkundeprofessors Étienne-Jules Marey von 1860, der später auch die chronofotografische Flinte erfand. Mareys Variante zeichnete die Kurven auf berußten Glasplatten auf. Noch 1891 konstruierte Dr. von Frey allerdings einen Sphygmograph nach Vierordts Prinzip.
Mittelfristig konnte sich der Sphygmograph jedoch nicht durchsetzen und wurde ab 1877 durch die Pulsuhr von Waldenberg abgelöst.

## Sphygmophon
Ein Sphygmophon ist eine Unterart des Sphygmographen. Es ist ein mit galvanischer Batterie und Telefon verbundener federnder Stromunterbrecher, der – auf die Arterie gesetzt – den Puls und seine Modifikationen laut hörbar macht.